# Maria Sterre der Zee (Borkum)
De Maria Sterre der Zee (Duits: Maria Meeresstern) is de rooms-katholieke parochiekerk op het Oost-Friese eiland Borkum.

## Geschiedenis
Tot de 19e eeuw was de bevolking van Borkum al sinds de reformatie uitsluitend protestants. De opkomst van het strandtoerisme in de 19e eeuw bracht echter ook katholieken naar het eiland, zodat de bouw van een rooms-katholiek kerkgebouw nodig werd geacht. In de jaren 1880-1882 werd een kapel met het patrocinium van Maria Sterre der Zee gebouwd. Dit was een kleine, oostelijk georiënteerde neogotische bakstenen hallenkerk. De kerk met een dwarsschip en een dakruiter werd in 1905 aan de westzijde met één travee vergroot.
Na de Tweede Wereldoorlog werd de kerk opnieuw vergroot vanwege de toename van het aantal rooms-katholieken, waaronder veel verdreven Duitsers uit het oosten. In 1954 volgde de aanbouw van een multifunctionele kerkzaal aan de oostzijde.
Haar huidige aanzien kreeg de kerk in de jaren 1987-1988 door de toevoeging van een modern portaal. Tegelijkertijd werd een hoge, slanke achthoekige klokkentoren gebouwd, waarin vier luidklokken werden gehangen. Twee jaar later volgde de bouw van het moderne parochiehuis en de herinrichting van het kerkplein.
De orgelbouwer Kreienbrink uit Georgsmarienhütte maakte in 1970 het orgel met tien registers verdeeld over twee manualen en pedaal.

## Afbeeldingen

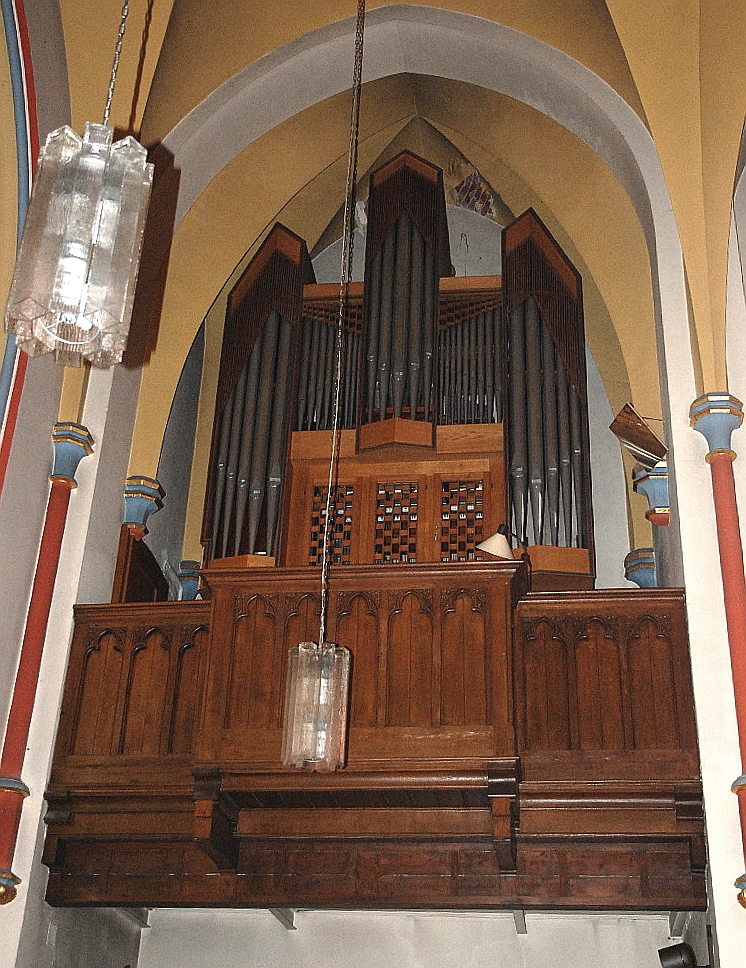
Orgel
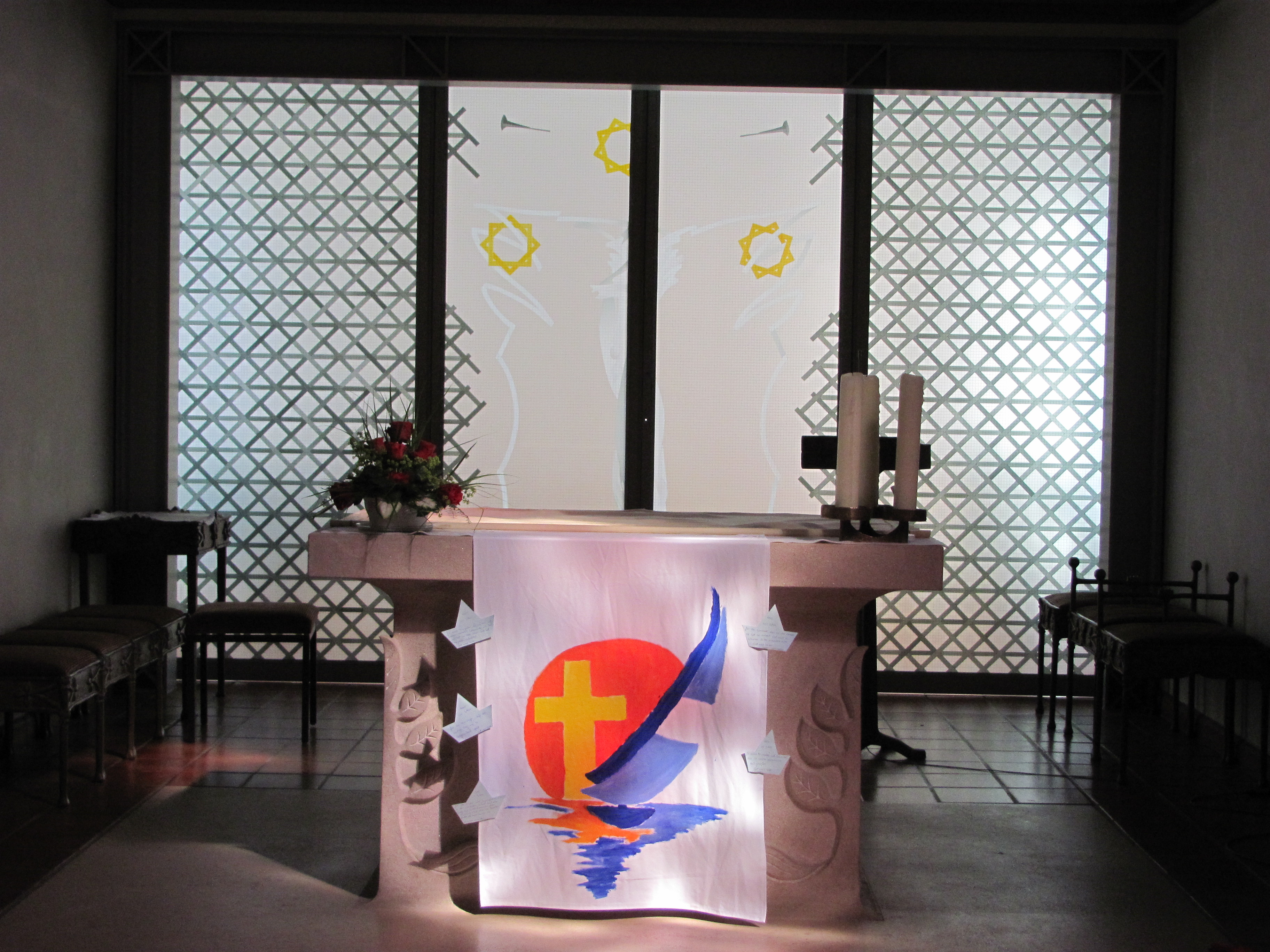
Altaar